# Левченко, Анатолий Иванович
Левченко Анатолий Иванович — украинский политик.
Член КПУ (с 1977); бывший народный депутат Украины.
Родился 11.04.1950 (пос шахты «Сєверно-Изваринская», Каменский р-н, Ростовская обл., Россия) в семье шахтеров; русский; отец Иван Степанович — ветеран шахтерского труда, пенс.; мать Вера Филипповна — работала машинистом на шахте «Дуванная», пенс.; жена Ольга Викторовна — работник з-да «Юность»; имеет 2 сыновей.
Образование: н/в, Новочеркасский политех. ин-т (1978, 5 курсов).
В 04.2002 кандидат в народные депутаты Украины от КПУ, N 109 в списке. На время выборов: нар. деп. Украины, член КПУ.
Народный депутат Украины 3 созыва 03.1998-04.2002 от КПУ, N 45 в списке. Председатель подкомитету по вопросам социальных гарантий, уровня жизни граждан и пенсионной реформы Комитета по вопросам социальной политики и труда (с 07.1998), член фракции КПУ (с 05.1998).
Народный депутат Украины 2 созыва с 03.1994 (1-й тур) до 04.1998, Краснодонский выборный округ N 243, Луганская обл., выдвинут. КПУ. Чл. Ком-та по вопросам борьбы с организованной преступностью и коррупцией. Чл. фракции коммунистов.
- 1967-1968 — слесарь, шахта «Дуванная», г. Краснодон.
- 1968-1971 — служба в армии.
- 1971-1976 — горный рабочий по ремонту стволов, шахта «Дуванная».
- 1976-1979 — слесарь-монтажник, бригадир монтажников, главный механик, Краснодонское шахтоспецмонтажное управление.
- 1979-1994 — горняк шахты имени 50-летия СССР, горный мастер шахты «Дуванная» треста «Краснодонуголь».

Медаль «Ветеран труда».
Умер 2018 19 января